# Christian Palustran
Christian Palustran (Saint-Cloud, 1947) es un dramaturgo y autor de cuentos francés. Sus obras, algunas para jóvenes, han sido llevadas a escena o emitidas radiofónicamente en varios países.

## Trayectoria
Nació en 1947 en la región parisina de Saint-Cloud (Francia). En sus primeros años vivió en París. Después de estudiar Letras fue nombrado profesor en Normandía. Realizó espectáculos con sus alumnos y dirigió talleres de escritura en los tres niveles de enseñanza.  Al mismo tiempo, comenzó con la creación de textos y dos de sus primeras obras, Escapade (Escapada) e Histoire d'oeuf (Historia del huevo)  fueron premiadas y representadas en el Concurso Nacional del Acto en Metz (Francia).Fue invitado a festivales franceses y extranjeros donde relata su experiencia como autor y donde se interpretan sus obras. Especialmente en los Estados Unidos, Canadá y Bélgica. En este último país, Un papillon jaune appelé Sphinx (Una mariposa amarilla llamada esfinge)  y Les Méfaits du Bourbon (Sobre el daño del Bourbón) representaron a Francia en los festivales de la CIFTA ( Consejo Internacional de Federaciones de Teatro Amateur) en Marche-en-Famenne y  La Chausse-trape (La Trampa),  en el primer Festival Internacional de Namur. Una mariposa amarilla llamada esfinge participó en Valladolid en el Festival Universitario Español.
Christian Palustran ha escrito una treintena de piezas de diversos géneros. Muchas han sido representadas en Francia (París, festival nacional de Aviñón) y en países de habla francesa. Varias obras fueron transmitidas por la radio. Algunas piezas también han sido traducidas y representadas en el extranjero: en Argentina, en los Estados Unidos, Nueva-York (Una mariposa amarilla llamada esfinge y Escapada) , pero también en Gran Bretaña, en España  y en países europeos como Rusia, Bulgaria y Rumania. Además traduce a otros autores o colabora en la traducción de sus textos. También apoya a la francofonía, la comunidad de habla francesa. De 2009 a 2019,  presidió cada año el Festival Francófono La Première en Kirov, Rusia. Muchas de sus obras son comedias satíricas que se burlan de nuestro tiempo. Pero también es autor de monólogos trágicos y dramas sociales. Por otra parte, escribe obras para jóvenes.
También es autor de varias colecciones de cuentos: Le Crépuscule des Fées (El crepúsculo de las hadas), Les Contes du Croissant de lune (Los cuentos de la luna creciente) y Metamorfosis, mi amor, según Ovidio. Inspirándose en cuentos famosos, estos "hilos de sueños", como los llama el autor a menudo subrayan, con ironía o en broma, los defectos propios de nuestro tiempo. Estos cuentos fueron retransmitidos en varias emisoras de radio y en las ondas nacionales de France-Culture por famosos actores franceses como Michel Bouquet, Michael Lonsdale. También fueron narrados en público, en particular de Claude Piéplu (Festival Nacional de Narradores de Chevilly-la-Rue, región parisina, y varias provincias francesas).

## Obra

### Teatro
(Para resúmenes, número de actores, lugares y fechas de creación, ver listado de piezas en el Repertorio de Autores)

#### Obras realizadas en idioma español
- La Cola del gato (La Queue du chat), traducción por el autor argentino Alejandro Finzi, forma parte de un díptico titulado "Cuentos para el hada democracia", realizada en Neunquén, 1993[21]

- El Affaire Caperucita (L'Affaire Chaperon)  traducción por Alejandro Finzi, forma parte de un díptico titulado "Cuentos para el hada democracia ".; realizada en Neunquén,1993[21]

- La Canicula (La Canicule), traducción por Alejandro Finzi; Trabajada y realizada en el curso Arte dramàtico de la Escuela superior de Bellas Artes Manuel Belgrano, Neùnquen, Argentina en 1994/1995;

#### Obras para niños y jóvenes adolescentes
- La Cola del gato (La Queue du chat  ) en Démocratie mosaïque 4, Lansman, 2000 (ISBN 2-87282-276-3)
- Théâtre de Noël (Teatro de Navidad): Santa Claus ya no responde, Historia de la estrella y el arca, La Guerra de los árboles, El Mago, Les Mandarines, 2004 (ISBN 2-9516482-5-1)
- La Reine et l'Olifant Magique (La Reina y el Olifante mágico), seguida de Piel de asno y Concierto para Elfo, fantasma y Sirena , La Fontaine, 2005 (ISBN 2-907846-88-4)
- L’Affaire Chaperon (El Affaire Caperucita) en Démocratie mosaïque 3, Lansman 1998,  y en Petites pièces pour dire le monde, Lansman, 2005 (ISBN 2-87282-494-4)
- La Soeur de Blanche-Neige (La Hermana de Blancanieves ), Art & Comédie, 2006 (ISBN 2-84422-491-1)
- Histoire d'oeuf, nouvelle édition (Historia de un huevo, nueva edición), Les Mandarines, 2020 (ISBN 978-2-491921-00-2)

#### Obras para todos los públicos
- Escapade, Théatre L’Avant-scène n ° 735/736, 1983
- Journal d'un loup-garou, Abîmes et Nuage (Diario de un hombre lobo, Abismos  y Nube), Lansman, 1996 (ISBN 2-87282-155-4); emisión del Diario de un hombre lobo en France-Culture (1991) y de Nube en Radio Suisse Romande(1990)
- Une soirée tranquille (Una velada tranquila), La Fontaine, 1996 (ISBN 2-907846-26-4)
- El Gran Debate (tomado de Un infierno de un paraíso ), traducción al búlgaro en la Revista búlgara Panorama n ° 3, Le théâtre français contemporain, 1998
- Citizen B.V. o Barba Verde, Art & Comédie, 2001 (ISBN 2-84422-201-3)
- Le Paysan, Le Roi et la Marmite (El Campesino, el Rey y la Olla), La Fontaine, 1992 y 2002 (ISBN 2-907846-17-5)
- Un papillon jaune appelé sphinx (Una mariposa amarilla llamada esfinge) La Fontaine, 1990, y versión trilingüe en francés, italiano (Una farfalla gialla chiamata Sfinge) e inglés (A Yellow Butterfly Called Sphinx), La Fontaine, 2002 (ISBN 2-907846-64-7)
- La Canicula, La Fontaine, 1991 y 2002 (ISBN 2-907846-62-0); retransmitido en France-Culture (1978 y 1979) y en una docena de países (1983),
- Queneau, que si, trabajo colectivo, Les Quatre Vents, 2003 (ISBN 2-7498-0903-7)
- La Chausse-trape (La Trampa) La Fontaine, 1998 y 2004 (ISBN 2-907846-31-0); retransmitido en France-Culture en 1981
- Les Méfaits du Bourbon (Sobre el daño del Bourbón), La Fontaine, 2004 (ISBN 2-907846-78-7)
- Un paradis d´enfer (Un paraíso de infierno) en Théâtre pour appartements et petites scènes, Les Mandarines, 2006 (ISBN 2-9516482-7-8)
- Théophraste ou le huitième ciel (Teofraste o el octavo cielo) en Teatro para apartamentos y pequeños escenarios, Les Mandarines, 2006 (ISBN 2-9516482-7-8)
- Linda y L'Epreuve (La Prueba) en Teatro para apartamentos y pequeños escenarios, Les Mandarines, 2006 (ISBN 2-9516482-7-8)
- Ecco en Un autre regard, L'Agapante, 2008 (ISBN 978-2-9526097-1-5)
- La Fontaine, le clown et les écolos, balade théâtrale (La Fontaine, el payaso y los ecologistas, paseo teatral), La Fontaine, 2010 (ISBN 978-2-35361-029-7)
- Los Telecratas ( El Reto, L’Enjeu) en Scènoblique 2010, ABS, 2011
- Los Telecratas, nueva edición  El Reto y Pasta con vinagrette (L’Enjeu et Des coquillettes à la vinaigrette), ABS, 2011 (ISBN 978-2-915839-76-0)
- Ventas puerta a puerta, con Historia del huevo  y Mitomanía (Vente à domicile, avec Histoire d’oeuf et Mythomania, balade théâtrale), Les Mandarines, 2020
- Mitomanía, paseo teatral, con Histoire d'oeuf et Vente à domicile(Historia del huevo y Ventas puerta a puerta), Les Mandarines, 2020 (ISBN 978-2-491921-00-2)

#### Traducciones del autor
- Un conte de Noël (Un cuento de Navidad), traducción al francés de la obra de Sandra Nordgren, adaptación teatral del cuento de Charles Dickens, Art & Comédie, 2000 (ISBN 2-84422-170-X)
- El Secreto de la isla Huemul  y El Niño travieso, adaptación teatral del cuento de Christian Andersen;  traducción al francés de la obra del dramaturgo argentino Alejandro Finzi.

### Cuentos

#### Casetes de Radio-France
- La Surprise du Père Noël (La Sorpresa de Santa Claus), 1987: tirada en 10.000 ejemplares de la operación “Todos somos Santa Claus” lanzada por France-Culture, France-Inter y la revista Pèlerin.
- Le Crépuscule des Fées (El Crepúsculo de las hadas), 1993

#### Grabaciones de France-Culture y Radio Suisse Romande
- La Dame de glace (La Dama de Hielo), La Nouvelle Peau d´Âne (La nueva Piel de Asno)), Le Procès du Petit Chaperon rouge (El juicio de Caperucita Roja). Estos tres cuentos también se retransmitieron en Radio Canadá.
- La Surprise du Père Noël (La Sorpresa de Santa Claus), Le Paysan, le Roi et la Marmite (El Campesino, el Rey y la Olla),4 episodios, Le Destin des arbres (El Destino de los árboles), Le Chat buté (El Gato obstinado), Histoire de l’étoile de Noël (Historia de la estrella de Navidad), El Ovni, 2 episodios; Concerto pour lutin, spectre et ondine (Concierto para Elfo, Fantasma y Sirena) ,3 episodios, 1980, 1982 y 1984

#### Publicaciones
- Les Contes du croissant de lune (Cuentos de la luna creciente), Art & Comédie, 2000, (ISBN 2-84422-169-6)
- Concerto pour Lutin, Spectre et Ondine (Concierto para Elfo, fantasma y Sirena) en la revista L'Encre et l'Oeuvre n ° 206-207, Souffles, 2004
- Métamorphoses, mon Amour (Metamorfosis mi amor), según Ovidio, Hachette jeunesse, 2005 (ISBN 2-01-321136-8) Libro también transcrito en Braille (GIAA PACA / CORSE)